# Майерсит
Майерсит (миерсит, англ. miersite) — минерал с большим содержанием йода и серебра, из группы хлораргирита.

## История
Впервые открыт в Австралии в 1898 году. 
Назван  в честь британского минералога и кристаллографа  Г. А. Майерса (англ. Henry Alexander Miers, 1858–1942).

## Состав и свойства
Майерсит состоит из иодида серебра и иодида меди. Химическая формула — 4AgI·CuI.

## Месторождения
- Брокен-Хилл, штат Новый Южный Уэльс, Австралия.
- Рубцовский рудник, Алтай, Россия.